# Berta Marsé Hoyas
Berta Marsé Hoyas (Barcelona, 1969) és escriptora, filla de l'escriptor Juan Marsé.
És escriptora de narrativa. Anteriorment havia sigut analista de guions i lectora de diverses editorials. Filla de l'extremenya Joaquina Hoyas i de l'escriptor català Juan Marsé, quan va acabar l'ensenyament secundari va començar a treballar en diferents produccions cinematogràfiques nacionals, en els equips de direcció i producció entre 1987 i 1993, i també en televisió i publicitat. A partir de 1996 va treballar en el sector cinematogràfic com a analista de guions per a diverses productores com Lola Films i Oberon Cinematogràfica i en l'àmbit editorial com a lectora emetent informes per a diferents editorials com Planeta, Tusquets o Alfaguara. També ha col·laborat amb algunes revistes i suplements dominicals publicant articles d'opinió. Els seus contes han estat inclosos en diverses antologies i han aparegut en revistes com a Eñe i Turia o en el diari El País, en el qual també ha col·laborat com a articulista.
La seva producció literària està centrada en el conte o relat curt, la majoria amb protagonistes femenines i amb un to humorístic. El diàleg extens i col·loquial entre els personatges sol ser element fonamental dels seus relats, que també inclouen habitualment elements de sorpresa o estupor que es revelen a partir d'una successió de malentesos i equívocs.

## Premis i distincions
- 2004 XXI Edició del premio de relatos Gabriel Aresti, amb el conte La tortuga[2]

## Obres
- En jaque, Madrid, Editorial Anagrama, 2006.
- Fantasías animadas,[3] Madrid, Editorial Anagrama, 2009.

### Obres col·lectives
- Paso doble. Junge spanische literatur. Berlín, Instituto Cervantes de Berlín, 2008. Antologia de relats traduïts a l'alemany.
- Perros, gatos i lemures. Los escritores y sus animales, Madrid, Editorial Errata Naturae, 2011. Antologia de contes
- Barcelona, Madrid, Editorial La Fàbrica, 2014. Fotografies històriques. Textos de Berta Marsé i Javier Velasco.